# 帕維亞寧山
66°45′S 51°7′E / 66.750°S 51.117°E
帕維亞寧山是南極洲的山峰，位於恩德比地，屬於圖拉山脈的一部分，處於亨克森山東北面，該山峰根據澳大利亞探險隊的空中照片被繪入地圖。